# Дорога в Угольную гавань
Дорога в У́гольную га́вань — проезд в Кировском районе Санкт-Петербурга. Проходит от проспекта Стачек до Морского порта Санкт-Петербурга.

## История
Название дорога в Угольную гавань известно с 1930-х годов, происходит от Угольной гавани, в направлении которой идёт дорога.
В 2008 году, после постройки Угольного моста дорога стала иметь удобную связь с параллельной ей улицей Морской Пехоты.

## Достопримечательности
- Автоцентр «ГАЗ-Автово»
- железнодорожная товарная станция «Автово»
- речка Красненькая
- ОАО «Рудас» Склад «Красненькая»
- Рыбный порт
- Электрическая подстанция 330/110 кВ «Западная»
- Контейнерный Терминал Санкт-Петербург
- Балтийский балкерный терминал
- Петербургский нефтяной терминал

## Транспорт
Ближайшая станция метро — «Автово».
По всей протяжённости дороги курсирует автобус № 17, связывая Угольную гавань со станциями метро «Автово» и «Кировский завод».

## Пересечения
- проспект Стачек
- проспект Маршала Жукова
- Перевалочная улица